# Кинеско изражавање бројева покретима руке
Кинеско изражавање бројева покретима руке је назив за скуп гестова, који се изводе једном шаком, како би се приказали природни бројеви од један до десет, а општеприсутни су на кинеском културном простору. Ова метода је вјероватно развијена како би био мост многих дијалеката у говорном кинеском - на пример, број 4 (кин: 四; пин: sì) и 10 (кин: 十; пин: shí) се тешко разликује у неким дијалектима. Такође их користе пословни људи током преговарања, када постоји потреба за више приватности на јавном месту. Приватност се обезбеђује приказивањем геста у рукаву, што ограничава скуп људи, који могу да га виде.

## Начини
Док је бројеве од један до пет лако изразити са пет прстију једне шаке — простим показивањем онолико прстију колики је број — за бројеве од шест до десет је потребно користити сложеније гестове, који приближно илуструју кинеске бројевне знаке. Овде се наилази на две варијације, које се разликују у илустровању бројева од седам до десет.
- Шест (六)
  - Мали прст и палац су испружени, остали прсти су затворени. Понекад са дланом према кориснику.
- Седам (七)
  - Палац, кажипрст и средњи прст се додирују врховима и усмерени су хоризонтално. Ређе се користи гест при коме се врхови свих прстију додирују.
  - Кажипрст је усмерен надоле, а палац испружен хоризонтално. Ово је слично облику арапског записа броја 7. Овај гест може бити помешан са гестом за осмицу.
- Осам (八)
  - Палац и кажипрст праве облик латиничног слова „L“, остали прсти су затворени, са дланом окренутим према посматрачу.
  - Палац, кажипрст и средњи прст су испружени.
- Девет (九)
  - Кажипрст и палац формирају облик латиничног слова „C“, а остали прсти су затворени. Понекад длан треба да буде окренут према посматрачу
- Десет (十)
  - Песница је затворена са дланом према посматрачу.
  - Средњи прст се укршта са испруженим кажипрстом. Длан је окренут према посматрачу са кажипрстом у првом плану.
  - Кажипрсти обе шаке су прекрштени, са длановима окренутим од посматрача. За овај гест су потребне обе шаке.

Као и при писању, и приликом гестикулације се могу слагати цифре, како би се добили сложенији бројеви. Притом је присутно прећутно разумевање о реду величине броја. На пример, приказан знак за цифру пет, може да означава и педесет, па и петсто. Број два праћен бројем шест може да означава 260 колико и 2.600 итд. Ови знаци могу се односити и на дане у седмици, почев од понедељка, као и на месеце у години, чија се имена на кинеском језику изражавају бројевима.
Ови гестови варирају значајно по регијама Кине. Као што је споменуто горе, једна особа може гест за седмицу интерптетирати као гест за осмицу. Такође постоје друге сличности. Нпр. кукасти гест прстију за изражавање броја девет може да значи и „смрт“.
Бројеви од нула до пет имају шире препознатљиве интерпретације:
- Нула (〇)
  - Песница је затворена. (може се тумачити и као 10, зависно о ситуацији)
- Један (一)
  - Кажипрст је испружен.
- Два (二)
  - Кажипрст и средњи прст су испружени.
- Три (三)
  - Кажипрст, средњи и домали прст су испружени.
  - Палац држи мали прст у длану са три средњим испруженим прстима.
- Четири (四)
  - Сви прсти осим палца су испружени.
- Пет (五)
  - Свих пет прстију је испружено.

Бројање прстима се често разликује од изражавања бројева гестовима. Приликом пребројавања, длан се може окренути к себи или ка посматрачима, зависно о сврси. На почетку пребројавања сви прсти су затворени. Пројање почиње од палца ка малом прсту. За даље бројање до десет, може се почети са постепеним склапањем прстију у истом смеру — од палца ка малом прсту. Понављање овог процеса може да служи за бројање већих бројева: од 11 до 20, од 21 до 30 итд.
Такође је присутно бројање, код кога се почиње са свим прстима испруженим. Неки верују да је за формални призор — као што је држање говора или презентације — започињање бројања са дланом према публици и испруженим прстима више уљудно, пошто приказ склапања прстију представља и клањање.
Када се игра пиће и прст (划拳, 猜拳), корсити се мало другачији систем гестова. Један од њих је:
- Нула (〇)
  - Песница је затворена.
- Један (一)
  - Само палац је испружен.
- Два (二)
  - Палац и кажипрст су испружени и граде облик латиничног слова „L“, други прсти су савијени ка длану.
- Три (三)
  - Палац, кажипрст и средњи прст испружени, или
  - Кажипрст и палац су савијени, а средњи, мали и домали испружени.
- Четири (四)
  - Сви прсти шаке осим палца су испружени
- Пет (五)
  - Свих пет прстију шаке је испружено

## Слике

### Од 1 до 5
- 1
- 2
- 3
- 3 (Алтернатива)
- 4
- 5

### Од 6 до 10 у Сјеверној Кини
- 6
- 7
- 8
- 9
- 0 (може се тумачити као 10)
- 10 – Алтернатива

### Од 6 до 10 у приморској  Јужној Кини
- 6
- 7
- 8
- 9
- 10